# 小重山
小重山，词牌名。亦称《小冲山》、《小重山令》。双调五十八字，前后阕各四平韵，一韵到底。

## 词牌格式
平仄平平仄仄平，平平平仄仄、仄平平。仄平平仄仄平平，平平平，平仄仄平平。
平仄仄平平，仄平平仄仄，仄平平。仄平平仄仄平平，平平仄，平仄仄平平。

## 例词

#### 《小重山·昨夜寒蛩不住鸣》
【宋】岳飞
昨夜寒蛩不住鸣，惊回千里梦，已三更，起来独自绕阶行，人悄悄，帘外月胧明。
白首为功名，旧山松竹老，阻归程，欲将心事付瑶琴，知音少，弦断有谁听？